# Cyrtopogon semitarius
Cyrtopogon semitarius är en tvåvingeart som beskrevs av Axel Leonard Melander 1923. Cyrtopogon semitarius ingår i släktet Cyrtopogon och familjen rovflugor. Inga underarter finns listade i Catalogue of Life.